# Halbstrauch-Radmelde
Die Halbstrauch-Radmelde (Bassia prostrata, Syn.: Kochia prostrata (L.) Schrad.), auch Holzige Radmelde, Niederliegende Radmelde, Niederliegende Steppenmelde und Halbstrauchiges Strandkraut genannt, ist eine Pflanzenart aus der Gattung der Radmelden (Bassia) innerhalb der Familie der Fuchsschwanzgewächse (Amaranthaceae).

## Beschreibung

### Vegetative Merkmale
Die Halbstrauch-Radmelde wächst als ausdauernder, stark verzweigter und im Umriss fast kugeliger Halbstrauch, der Wuchshöhen und -breiten von meist 30 bis 60, selten bis zu 100 Zentimetern erreicht. Die basale Achse („Stamm“) des verholzten Grundsprosses misst bis zu 5 Zentimeter im Durchmesser und geht nach unten in eine starke allorhize Pfahlwurzel mit langen, schnurförmigen Seitenwurzeln über. Der Grundspross ist oft geknickt und die Pflanze hängt dann an der steilen Lösswand herunter. Die aufrechten, bis auf die seitlichen Blütenstände unverzweigten, krautigen Blühsprosse sind 30 bis 70 Zentimeter lang. Deren Äste sind leicht längsrillig und mit gekräuselten Flaumhaaren besetzt, unten jedoch kahl.
Die dicken, halbstielrunden, schmallinealischen Laubblattspreiten sind 0,5 bis 2 Zentimeter lang und 0,4 bis 0,7 Millimeter breit und mit anliegenden, steifen und 0,5 bis 0,7 Millimeter langen Haaren besetzt; später verkahlen sie.

### Generative Merkmale
Die Blütezeit der Halbstrauch-Radmelde reicht in Mitteleuropa von Juli bis September. Die Blüten bilden, einzeln oder in wenigblütigen Knäueln in den Achseln der 3 bis 5 Millimeter langen Tragblättern angeordnet, eine ziemlich kompakte und nur unten unterbrochene Scheinähre oder wenig verzweigte Rispe. Das kelchartige Perigon der zwittrigen, fünfzähligen, unscheinbar grünlichen Blüten ist außen dicht zottig behaart. Die Narben sind 0,4 bis 0,6 Millimeter lang.
Die Frucht ist eine einsamige, kahle Schließfrucht und misst 2 Millimeter im Durchmesser. Die Frucht wird vom verwachsenblättrigen, im Durchmesser 4,5 bis 5 Millimeter großen Fruchtperigon umschlossen. Die Perigonzipfel weisen je einen waagrecht abstehenden, eiförmigen bis rhombischen, trockenhäutigen, längsnervigen Perigonflügel auf. Die Fruchtperigonflügel überdecken einander nicht und gaben aufgrund ihres radförmigen Aussehens der Gattung ihren deutschen Trivialnamen Radmelden.

### Chromosomenzahl
Die Halbstrauch-Radmelde weist die Chromosomenzahl 2n = 18 auf.

## Ökologie
Bei der Halbstrauch-Radmelde handelt es sich um einen wärmeliebenden Nanophanerophyten.

## Vorkommen
Die Halbstrauch-Radmelde hat ihr Hauptverbreitungsgebiet in Süd- und Südosteuropa sowie in Mittel- und Westasien, sie tritt aber auch in Mitteleuropa, Nordafrika und bis nach Pakistan auf.
Die Halbstrauch-Radmelde gilt in Europa als postglaziales Relikt der zentralasiatischen Halbwüsten. Während der Nacheiszeit konnte diese Art aufgrund der klimatischen Gegebenheiten ihr Verbreitungsareal weit nach Westen ausdehnen. Im Zuge der nacheiszeitlichen Wiederbewaldung der Landschaft wurde sie wieder von anspruchsvolleren Arten verdrängt und konnte sich nur an wenigen, extremen Trockenstandorten behaupten. 
In Österreich tritt die Halbstrauch-Radmelde nur an zwei Fundorten im pannonischen Gebiet Niederösterreichs – bei Jetzelsdorf (auf dem Kirchberg und in der Flur Hausweingärten) und bei Retz (am Gupferten Berg bei Unternalb) – auf trockenen, steilen Feinsand- und Lösshängen auf. Im Burgenland ist diese Art „ausgestorben“. Die Halbstrauch-Radmelde gilt in Österreich als „stark gefährdet“ und keines der Vorkommen liegt in einem Schutzgebiet. Eine Gefährdung besteht einerseits durch menschliche Eingriffe in den Lebensraum und andererseits durch die Verdrängung durch invasive Pflanzen, wie Robinien. Bei der Anlage der Europastraße 59 wurden in Niederösterreich an Böschungen Neuanpflanzungen vorgenommen, wobei das Samenmaterial von den nahe gelegenen autochthonen Vorkommen gewonnen wurde.
In den USA wird die Halbstrauch-Radmelde ingenieurbiologisch zur Stabilisierung von Steilböschungen eingesetzt.

## Systematik
Die Erstveröffentlichung erfolgte 1753 unter dem Namen (Basionym) Salsola prostrata durch Carl von Linné in Species Plantarum, Tomus I, S. 222. Die Neukombination zu Bassia prostrata wurde 1909 durch Günther Beck von Mannagetta und Lerchenau in Polygonaceae, Chenopodiaceae (incl. Amarantaceis), Loranthaceae, Cornaceae, Spiraeaceae, Philadelphaceae, Aizoaceae, Thelygonaceae. In: L. Reichenbach und H. G. Reichenbach: Icones Florae Germanicae et Helveticae 24. Leipzig/Gera: F. von Zezwitsch. S. 155 veröffentlicht.

## Bilder

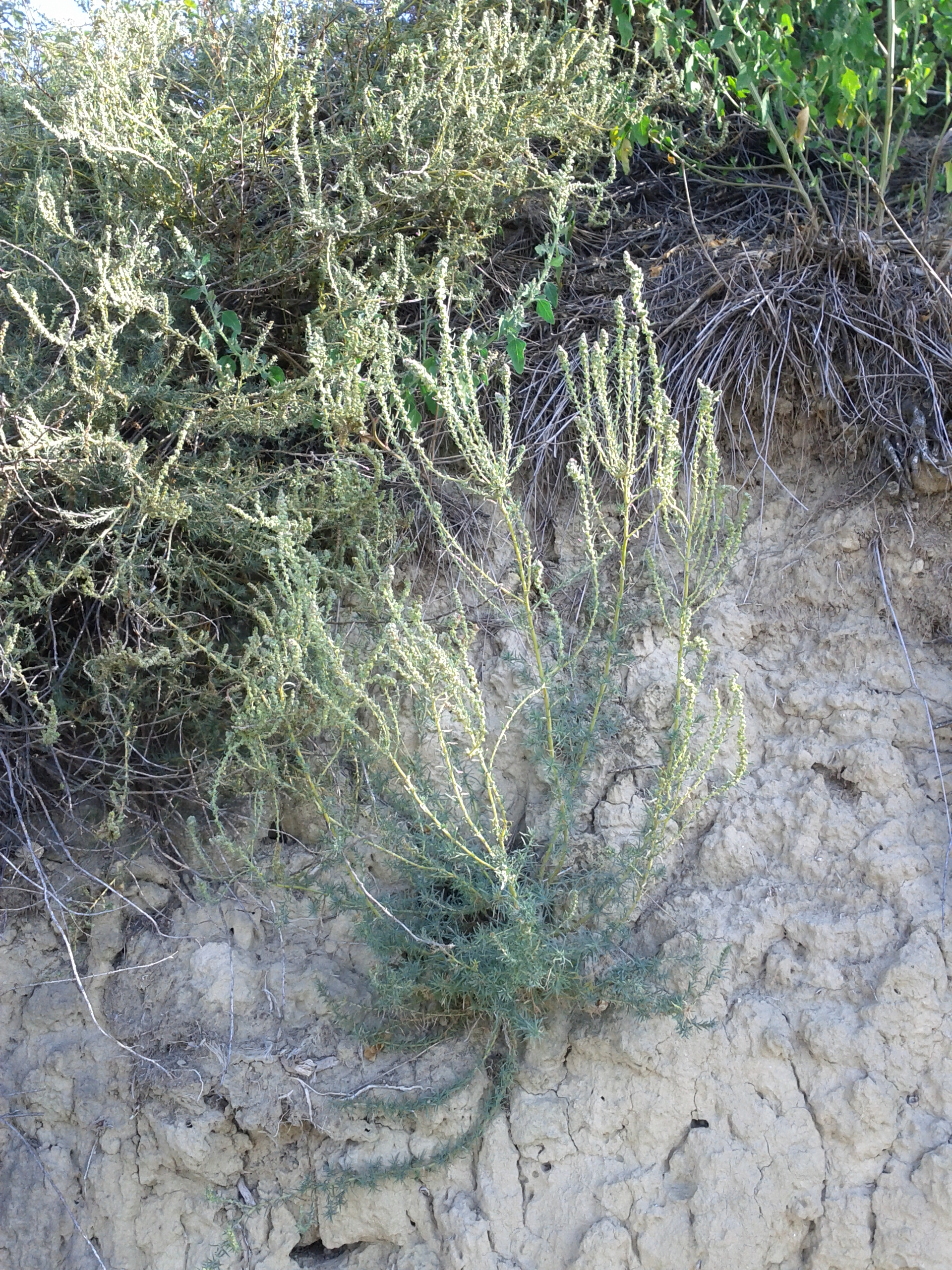
Der Halbstrauch ist stark verzweigt und von mehr oder weniger kugeligem Umriss.
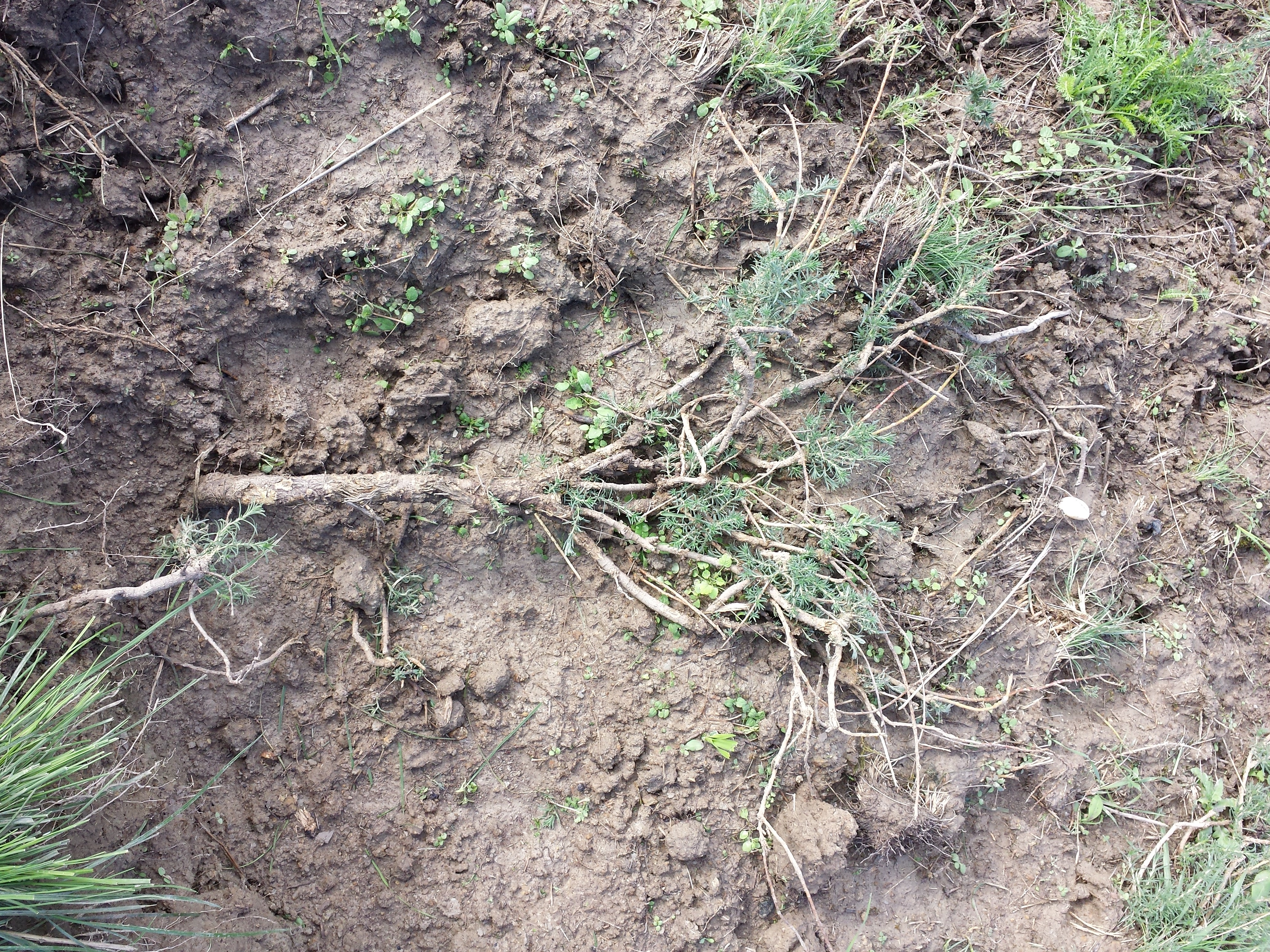
Der basale Stamm ist bis zu 5 Zentimeter dick.
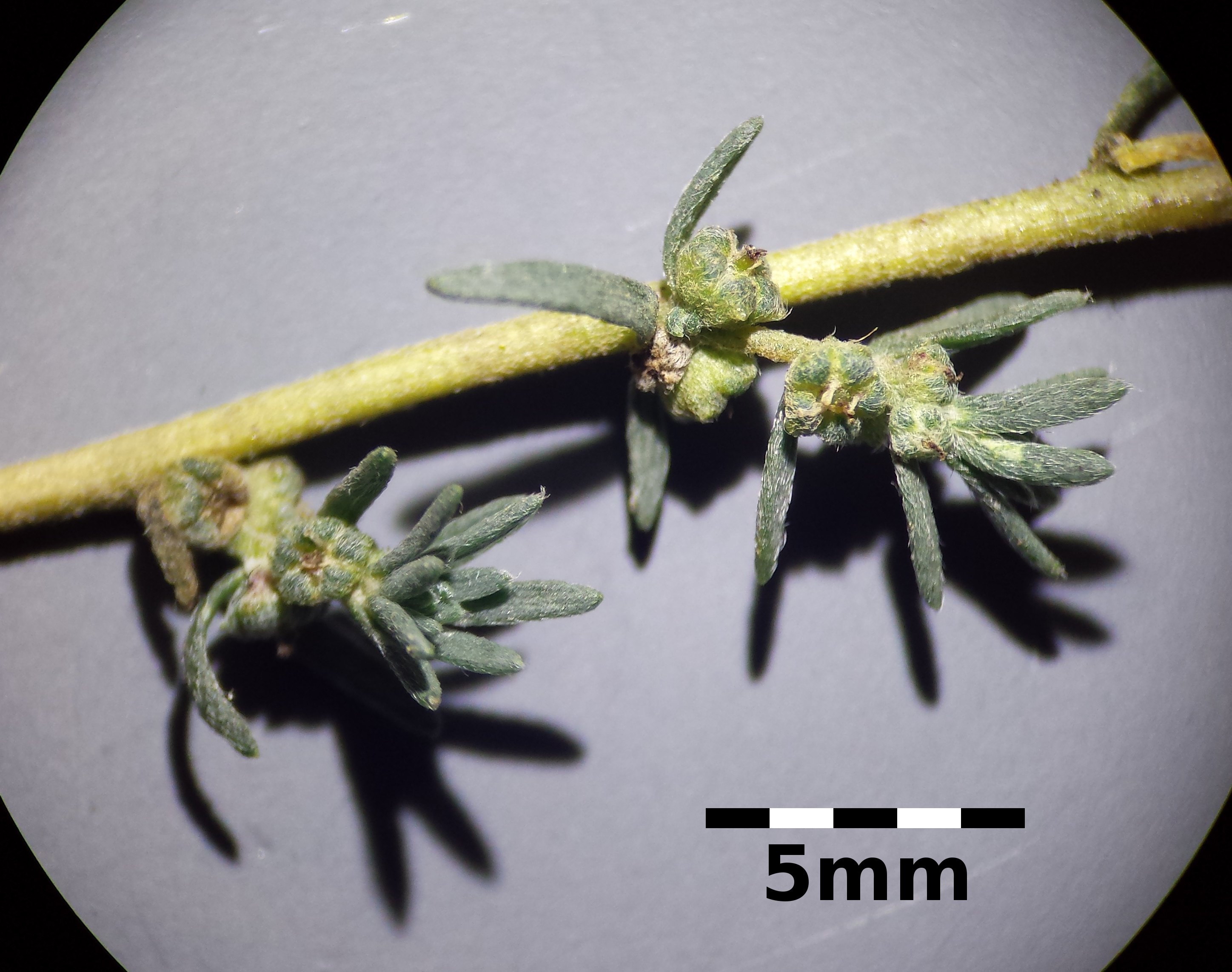
Die krautigen Äste sind mit gekräuselten Flaumhaaren besetzt.
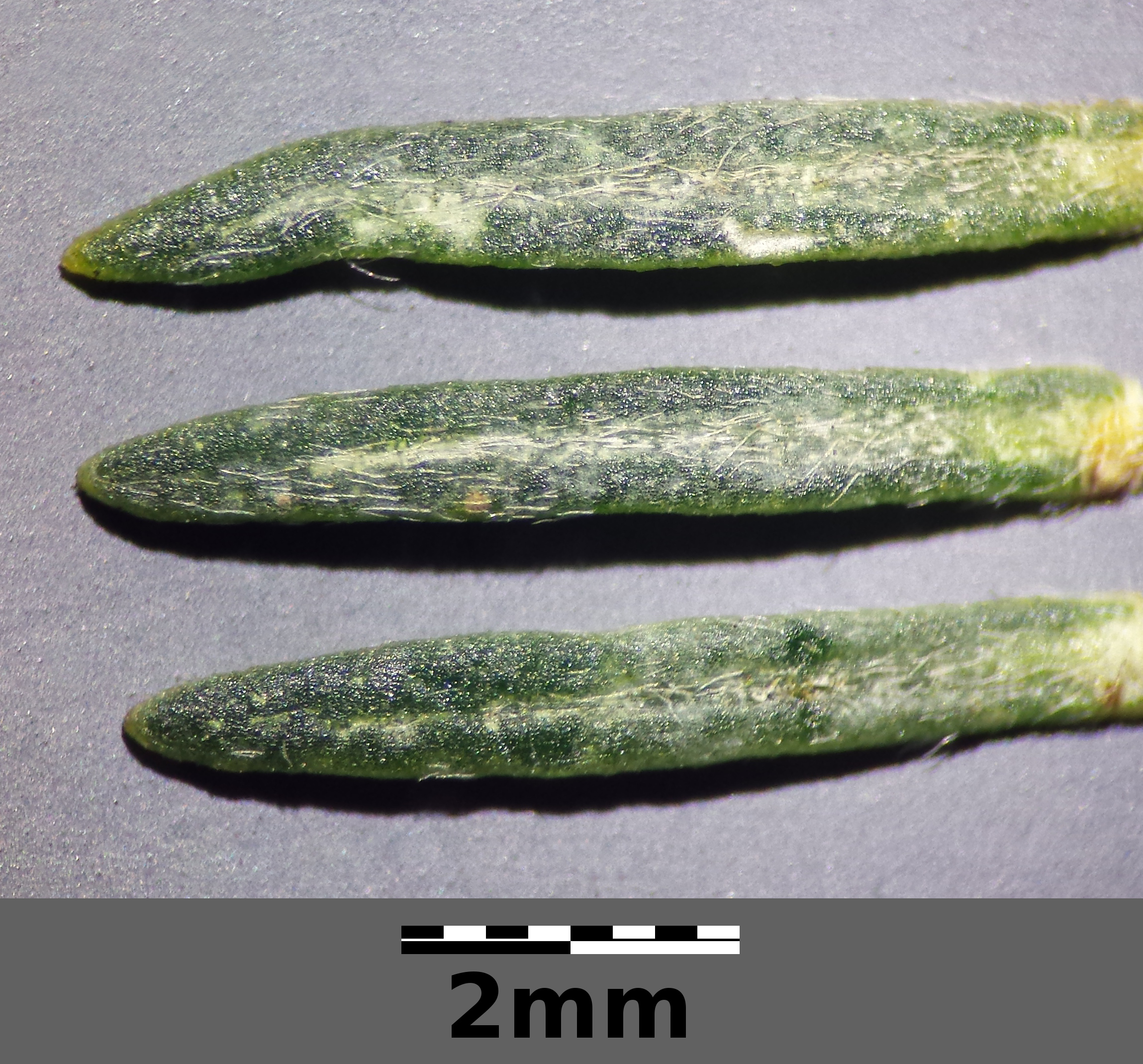
Die Laubblätter sind anliegend behaart, später verkahlen sie.
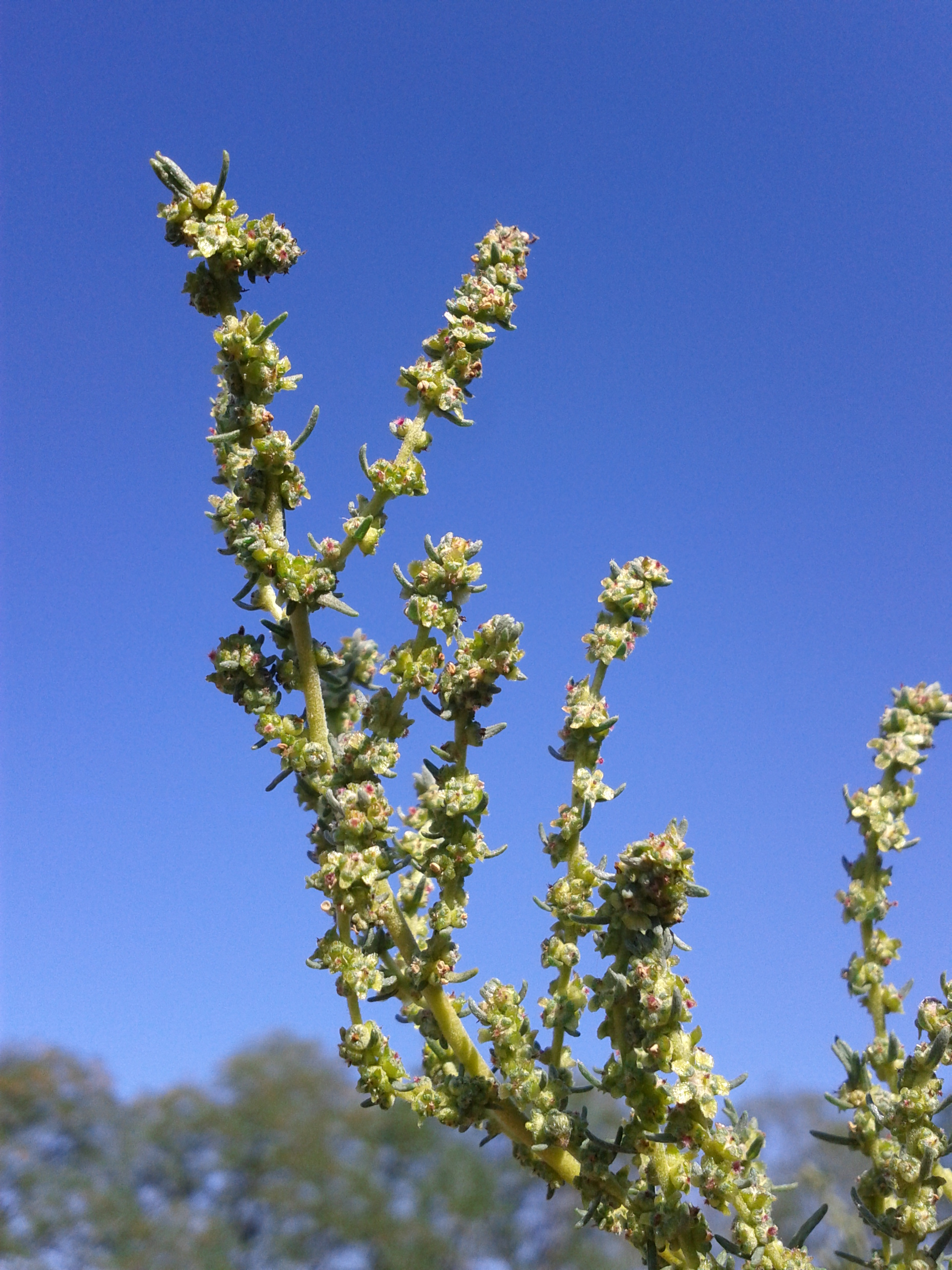
Der Blütenstand ist eine ziemlich kompakte, traubig verzweigte Scheinähre.
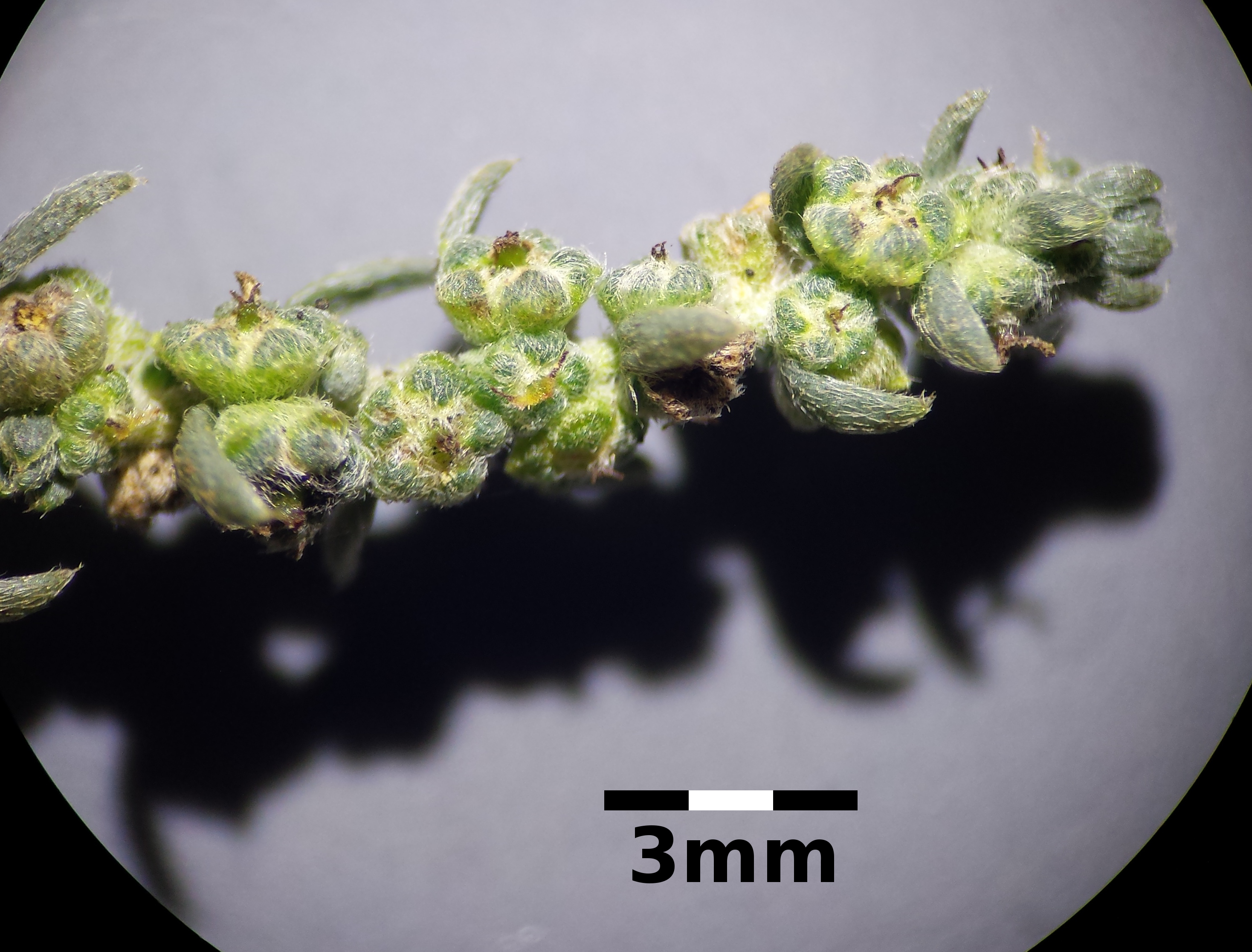
Die Blüten stehen einzeln oder in wenigblütigen Knäueln.
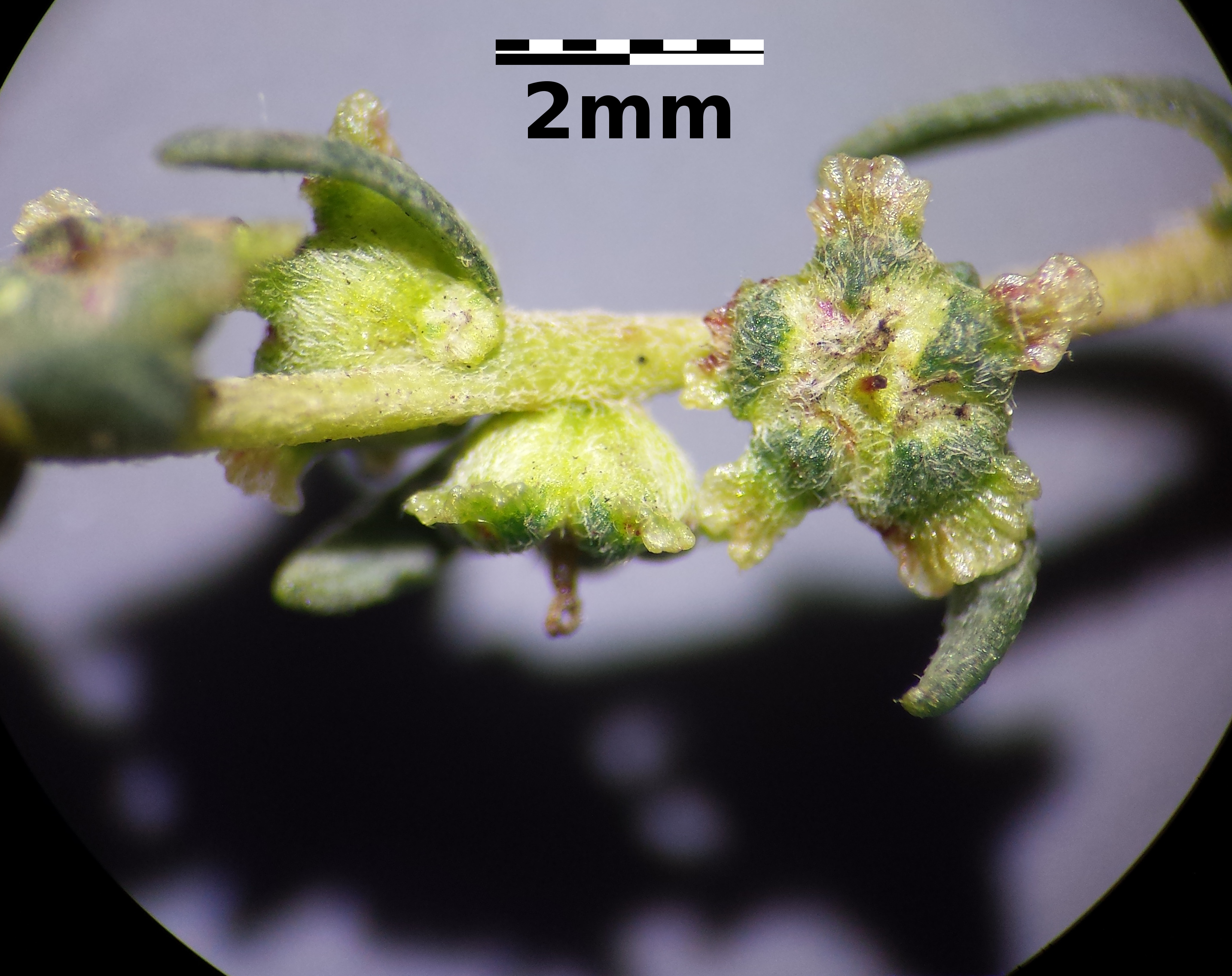
Das radförmige, unscheinbare Perigon ist außen dicht behaart, die Perigonflügel decken einander nicht.
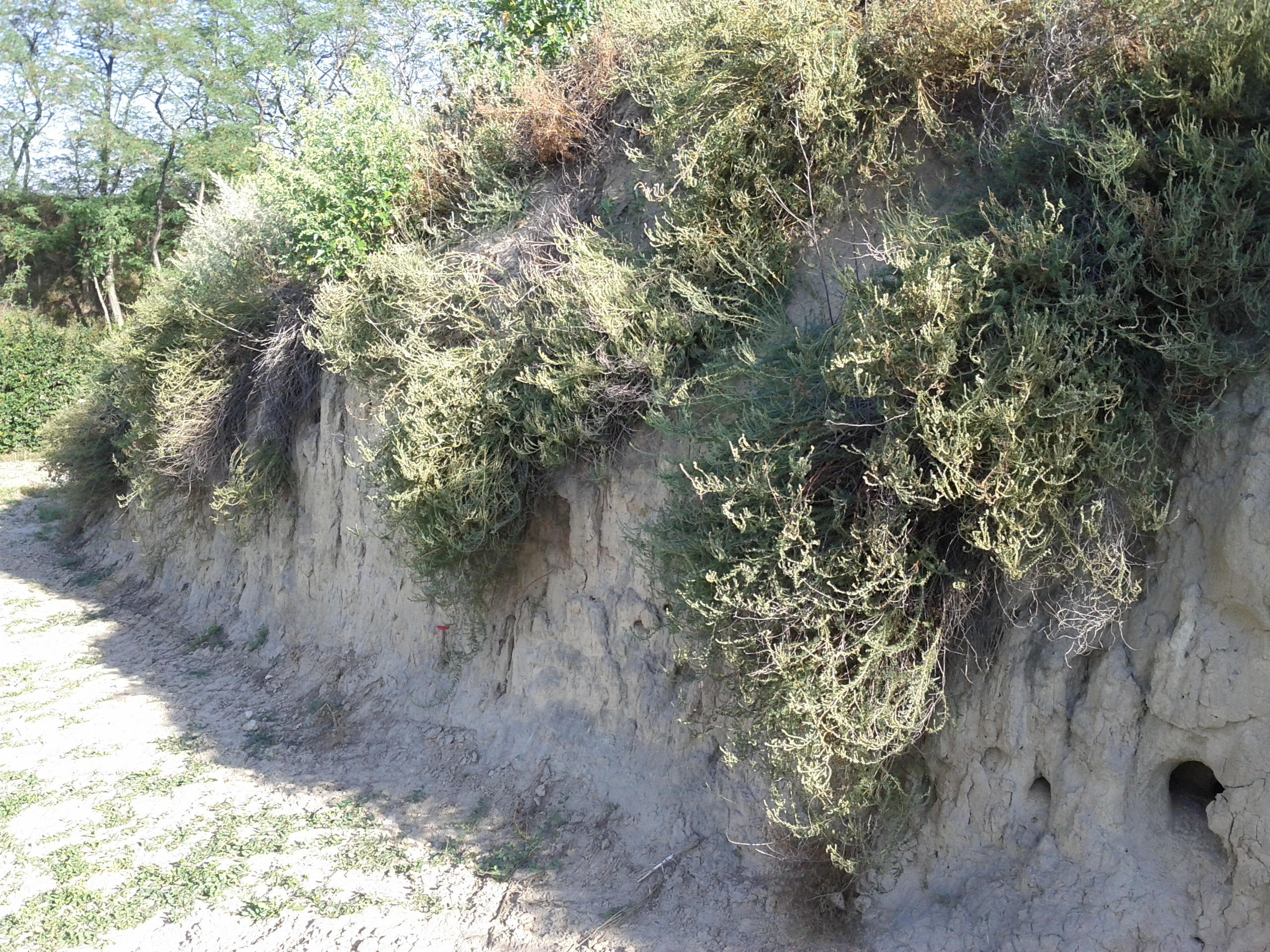
Das Habitat bilden steile, trockene Lösshänge, die Pflanzen hängen oft an den fast senkrechten Wänden.